# Adrien Botlar
Adrien Botlar (ur. 19 września 1996 w Pointe-aux-Sables) – maurytyjski piłkarz grający na pozycji pomocnika. Od 2019 jest zawodnikiem klubu Pamplemousses SC.

## Kariera klubowa
Swoją karierę piłkarską Botlar rozpoczął w klubie AS Port-Louis 2000. W sezonie 2014/2015 zadebiutował w jego barwach w pierwszej lidze maurytyjskiej. W debiutanckim sezonie został z nim wicemistrzem kraju, a w sezonie 2015/2016 wywalczył mistrzostwo. W 2019 przeszedł do Pamplemousses SC. Wraz z tym klubem został wicemistrzem Mauritiusa w sezonie 2022/2023.

## Kariera reprezentacyjna
W reprezentacji Mauritiusa Botlar zadebiutował 17 maja 2015 roku w przegranym 0:2 meczu COSAFA Cup 2015 z Zimbabwe.